# Charlie Weber
Charles Alan Weber Jr., conosciuto come Charlie Weber (Jefferson City, 20 settembre 1978), è un attore e modello statunitense.

## Biografia
Ritiratosi dal college, a 19 anni diventa modello per la Abercrombie & Fitch, fotografato da Bruce Weber. A partire dai primi anni Duemila, ottiene i suoi primi ruoli come attore, raggiungendo la popolarità con Buffy l'ammazzavampiri. Dopo aver fatto numerose comparse ed aver ottenuto ruoli minori in serie come Everwood, Underemployed - Generazione in saldo e 90210, negli ultimi anni veste i panni di Frank Delfino nella serie di successo Le regole del delitto perfetto, al fianco di Viola Davis. Sposato nel 2015, ha divorziato dopo soli 9 mesi, dopo ha intrapreso una relazione con la collega Liza Weil.

## Filmografia

### Attore

#### Cinema
- Il club dei cuori infranti (The Broken Hearts Club: A Romantic Comedy), regia di Greg Berlanti (2001)
- Dead Above Ground, regia di Chuck Bowman (2002)
- Gacy, regia di Clive Saunders (2003)
- The Kiss, regia di Gorman Bechard (2003)
- Cruel Intentions 3 - Il fascino della terza volta (Cruel Intentions 3), regia di Scott Ziehl (2004)
- Mordimi (Vampires Suck), regia di Jason Friedberg e Aaron Seltzer (2010)
- Jarhead 3 - Sotto assedio (Jarhead 3: The Siege), regia di William Kaufman (2016)
- Caccia alla spia (Ex-Patriot), regia di Conor Allyn (2017)
- After 2 (After We Collided), regia di Roger Kumble (2020)
- The Painter, regia di Kimani Ray Smith (2024)

#### Televisione
- The Drew Carey Show – serie TV, episodio 6x01 (2000)
- Buffy l'ammazzavampiri (Buffy the Vampire Slayer) – serie TV, 14 episodi (2000-2001)
- Streghe (Charmed) – serie TV, episodio 4x06 (2001)
- Everwood – serie TV, 5 episodi (2003-2004)
- CSI: NY – serie TV, episodio 2x23 (2006)
- Veronica Mars – serie TV, episodio 3x07 (2006)
- CSI: Miami – serie TV, episodio 5x13 (2007)
- CSI - Scena del crimine (CSI: Crime Scene Investigation) – serie TV, episodio 7x18 (2007)
- Dirt – serie TV, episodio 2x02 (2008)
- Reaper - In missione per il diavolo (Reaper) – serie TV, episodio 2x11 (2009)
- Dr. House - Medical Division (House, M.D.) – serie TV, episodio 6x19 (2010)
- Burn Notice - Duro a morire (Burn Notice) – serie TV, episodi 5x06-5x07 (2011)
- State of Georgia – serie TV, episodi 1x11-1x12 (2011)
- Bones – serie TV, episodio 7x05 (2011)
- Femme Fatales - Sesso e crimini (Femme Fatales) – serie TV, episodio 2x08 (2012)
- Underemployed - Generazione in saldo (Underemployed) – serie TV, 12 episodi (2012-2013)
- 90210 – serie TV, 7 episodi (2013)
- Warehouse 13 – serie TV, episodio 4x16 (2013)
- Le regole del delitto perfetto (How to Get Away with Murder) – serie TV, 90 episodi (2014-2020)

### Doppiatore
- Battlefield 4 – videogioco (2013)

## Doppiatori italiani
Nelle versioni in italiano delle opere in cui ha recitato, Charlie Weber è stato doppiato da:
- Gianfranco Miranda in CSI: Miami, Underemployed - Generazione in saldo
- Stefano Crescentini in Buffy l'ammazzavampiri
- Fabrizio Pucci in Buffy l'ammazzavampiri (ep. 5x06)
- Alessandro Quarta in Everwood
- Stefano Billi in CSI: NY
- Francesco Pezzulli in CSI - Scena del crimine
- Edoardo Stoppacciaro in Dr. House - Medical Division
- Fabrizio De Flaviis in Mordimi
- Massimiliano Manfredi in 90210
- Niseem Onorato ne Le regole del delitto perfetto
- Simone D'Andrea in After 2
- Ruggero Andreozzi in The Painter